# Stanley-Cup-Playoffs 1940
Die Playoffs um den Stanley Cup des Jahres 1940 begannen am 19. März 1940 und endeten am 13. April 1940 mit dem 4:2-Erfolg der New York Rangers gegen die Toronto Maple Leafs. Die Rangers errangen damit ihren insgesamt dritten Titel sowie ihren ersten seit 1933, als sie sich ebenfalls gegen die Maple Leafs durchgesetzt hatten. Zudem stellten sie mit Neil Colville und Phil Watson die beiden Topscorer dieser Playoffs, während sie in der Folge 54 Jahre für ihren nächsten Erfolg benötigten, sodass bereits vom „Curse of 1940“ („Fluch von 1940“) die Rede war. Die Maple Leafs hingegen mussten bei ihrer fünften Finalteilnahme in den letzten sechs Jahren die fünfte Niederlage hinnehmen; nur 1937 waren sie nicht am Endspiel beteiligt.

## Modus
Für die Playoffs qualifizierten sich die sechs besten Teams der Liga. Die ersten beiden Mannschaften der Abschlusstabelle spielten in einem ersten Halbfinale direkt einen der beiden Finalteilnehmer aus. Die vier übrigen Teams standen sich in zwei Viertelfinals gegenüber, wobei der Dritte der Setzliste auf den Vierten sowie der Fünfte auf den Sechsten traf. Die Viertelfinals mündeten schließlich im zweiten Halbfinale, das den zweiten Finalteilnehmer ermittelte. Dabei wurde das erste Halbfinale sowie das Stanley-Cup-Finale im Best-of-Seven-Modus ausgetragen, während in den Viertelfinalserien sowie der zweiten Halbfinalserie bereits zwei Siege zum Weiterkommen ausreichten und somit im Best-of-Three-Modus gespielt wurde.
In Serien mit Best-of-Seven-Modus hatte das höher gesetzte Team in den ersten beiden Spielen Heimrecht, die nächsten beiden das gegnerische Team. Sollte bis dahin kein Sieger aus der Runde hervorgegangen sein, wechselte das Heimrecht von Spiel zu Spiel. So hatte die höher gesetzte Mannschaft in den Spielen 1, 2, 5 und 7, also vier der maximal sieben Spiele, einen Heimvorteil. In Serien mit Best-of-Three-Modus wechselte das Heimrecht von Spiel zu Spiel, sodass die höher gesetzte Mannschaft im ersten und im entscheidenden dritten Spiel vor heimischem Publikum spielte. Anzumerken ist jedoch, das von der dargestellten Verteilung des Heimrechts aus verschiedenen Gründen regelmäßig abgewichen wurde.
Bei Spielen, die nach der regulären Spielzeit von 60 Minuten unentschieden blieben, folgte die Overtime. Sie endete durch das erste erzielte Tor (Sudden Death).

## Qualifizierte Teams
| - (1) Boston Bruins - (2) New York Rangers - (3) Toronto Maple Leafs | - (4) Chicago Black Hawks - (5) Detroit Red Wings - (6) New York Americans |

## Playoff-Baum
|  | Viertelfinale | Viertelfinale       | Viertelfinale       |                   |                     | Halbfinale | Halbfinale       | Halbfinale |  |  | Stanley-Cup-Finale | Stanley-Cup-Finale | Stanley-Cup-Finale |
|  |               |                     |                     |                   |                     |            |                  |            |  |  |                    |                    |                    |
|  |               |                     |                     |                   |                     |            |                  |            |  |  |                    |                    |                    |
|  |               |                     |                     |                   |                     |            |                  |            |  |  |                    |                    |                    |
|  | 1             | Boston Bruins       | 2                   |                   |                     |            |                  |            |  |  |                    |                    |                    |
|  | 1             | Boston Bruins       | 2                   |                   |                     |            |                  |            |  |  |                    |                    |                    |
|  |               |                     | 2                   | New York Rangers  | 4                   |            |                  |            |  |  |                    |                    |                    |
|  |               |                     |                     | New York Rangers  | 4                   |            |                  |            |  |  |                    |                    |                    |
|  |               |                     |                     |                   |                     |            |                  |            |  |  |                    |                    |                    |
|  |               |                     |                     |                   |                     |            |                  |            |  |  |                    |                    |                    |
|  |               |                     |                     |                   |                     | 2          | New York Rangers | 4          |  |  |                    |                    |                    |
|  |               | 3                   | Toronto Maple Leafs | 2                 |                     |            |                  |            |  |  |                    |                    |                    |
|  | 3             | Toronto Maple Leafs | 2                   |                   |                     |            |                  |            |  |  |                    |                    |                    |
|  | 4             | Chicago Black Hawks | 0                   |                   |                     |            |                  |            |  |  |                    |                    |                    |
|  | 4             | Chicago Black Hawks | 0                   | 3                 | Toronto Maple Leafs | 2          |                  |            |  |  |                    |                    |                    |
|  |               |                     |                     | 3                 | Toronto Maple Leafs | 2          |                  |            |  |  |                    |                    |                    |
|  |               |                     | 5                   | Detroit Red Wings | 0                   |            |                  |            |  |  |                    |                    |                    |
|  | 5             | Detroit Red Wings   | 5                   | Detroit Red Wings | 0                   | 2          |                  |            |  |  |                    |                    |                    |
|  | 5             | Detroit Red Wings   |                     |                   |                     |            |                  |            |  |  |                    |                    |                    |
|  | 6             | New York Americans  | 1                   |                   |                     |            |                  |            |  |  |                    |                    |                    |

## Viertelfinale

### (3) Toronto Maple Leafs – (4) Chicago Black Hawks
| 19. März 1940 | Toronto Maple Leafs Jack Church (41:45) Syl Apps (49:09) Syl Apps (66:36) | 3:2 n. V. (0:2, 0:0, 2:0, 1:0) Spielbericht Stand: 1:0 | Chicago Black Hawks Art Wiebe (2:31) Mush March (19:41) | Maple Leaf Gardens, Toronto, Ontario |

| 21. März 1940 | Chicago Black Hawks Bill Carse (49:02) | 1:2 (0:0, 0:1, 1:1) Spielbericht Stand: 0:2 | Toronto Maple Leafs Gordie Drillon (24:18) Hank Goldup (51:56) | Chicago Stadium, Chicago, Illinois |

### (5) Detroit Red Wings – (6) New York Americans
| 19. März 1940 | Detroit Red Wings Alex Motter (21:29) Syd Howe (60:25) | 2:1 n. V. (0:1, 1:0, 0:0, 1:0) Spielbericht Stand: 1:0 | New York Americans Johnny Gagnon (19:20) | Detroit Olympia, Detroit, Michigan |

| 22. März 1940 | New York Americans Charlie Conacher (38:53) Hooley Smith (45:10) Tommy Anderson (56:15) Hooley Smith (57:18) Art Chapman (59:39) | 5:4 (0:0, 1:1, 4:3) Spielbericht Stand: 1:1 | Detroit Red Wings Mud Bruneteau (30:58) Joe Fisher (45:54) Mud Bruneteau (48:18) Connie Brown (54:16) | Madison Square Garden, New York City, New York |

| 24. März 1940 | Detroit Red Wings Cecil Dillon (5:18) Mud Bruneteau (47:33) Ken Kilrea (56:45) | 3:1 (1:1, 0:0, 2:0) Spielbericht Stand: 2:1 | New York Americans Hooley Smith (18:39) | Detroit Olympia, Detroit, Michigan |

## Halbfinale

### (1) Boston Bruins – (2) New York Rangers
| 19. März 1940 | New York Rangers Phil Watson (30:29) Alex Shibicky (32:13) Mac Colville (42:37) Mac Colville (56:58) | 4:0 (0:0, 2:0, 2:0) Spielbericht Stand: 1:0 | Boston Bruins | Madison Square Garden, New York City, New York |

| 21. März 1940 | Boston Bruins Flash Hollett (25:45) Herb Cain (28:19) Woody Dumart (39:34) Art Jackson (58:16) | 4:2 (0:1, 3:0, 1:1) Spielbericht Stand: 1:1 | New York Rangers Mac Colville (3:45) Wilbert Hiller (49:56) | Boston Garden, Boston, Massachusetts |

| 24. März 1940 | Boston Bruins Eddie Wiseman (7:21) Bobby Bauer (36:06) Roy Conacher (37:55) Eddie Wiseman (47:49) | 4:3 (1:0, 2:1, 1:2) Spielbericht Stand: 2:1 | New York Rangers Muzz Patrick (33:49) Babe Pratt (43:40) Lynn Patrick (52:35) | Boston Garden, Boston, Massachusetts |

| 26. März 1940 | New York Rangers Muzz Patrick (50:40) | 1:0 (0:0, 0:0, 1:0) Spielbericht Stand: 2:2 | Boston Bruins | Madison Square Garden, New York City, New York |

| 28. März 1940 | Boston Bruins | 0:1 (0:0, 0:0, 0:1) Spielbericht Stand: 2:3 | New York Rangers Babe Pratt (44:27) | Boston Garden, Boston, Massachusetts |

| 30. März 1940 | New York Rangers Alf Pike (28:14) Alex Shibicky (51:09) Clint Smith (52:49) Phil Watson (54:46) | 4:1 (0:1, 1:0, 3:0) Spielbericht Stand: 4:2 | Boston Bruins Roy Conacher (19:53) | Madison Square Garden, New York City, New York |

### (3) Toronto Maple Leafs – (5) Detroit Red Wings
| 26. März 1940 | Toronto Maple Leafs Syl Apps (31:18) Sweeney Schriner (40:57) | 2:1 (0:0, 1:0, 1:1) Spielbericht Stand: 1:0 | Detroit Red Wings Connie Brown (50:26) | Maple Leaf Gardens, Toronto, Ontario |

| 28. März 1940 | Detroit Red Wings Syd Howe (59:20) | 1:3 (0:2, 0:0, 1:1) Spielbericht Stand: 0:2 | Toronto Maple Leafs Red Heron (3:04) Hank Goldup (19:51) Hank Goldup (47:07) | Detroit Olympia, Detroit, Michigan |

## Stanley-Cup-Finale

### (2) New York Rangers – (3) Toronto Maple Leafs
| 2. April 1940 | New York Rangers Art Coulter (9:09) Alf Pike (75:30) | 2:1 n. V. (1:1, 0:0, 0:0, 1:0) Spielbericht Stand: 1:0 | Toronto Maple Leafs Red Heron (11:01) | Madison Square Garden, New York City, New York |

| 3. April 1940 | New York Rangers Bryan Hextall (15:14) Babe Pratt (23:57) Bryan Hextall (39:48) Bryan Hextall (46:26) Wilbert Hiller (52:21) Lynn Patrick (53:09) | 6:2 (1:2, 2:0, 3:0) Spielbericht Stand: 2:0 | Toronto Maple Leafs Billy Taylor (5:01) Hank Goldup (6:01) | Madison Square Garden, New York City, New York |

| 6. April 1940 | Toronto Maple Leafs Gordie Drillon (50:32) Hank Goldup (53:40) | 2:1 (0:1, 0:0, 2:0) Spielbericht Stand: 1:2 | New York Rangers Phil Watson (18:19) | Maple Leaf Gardens, Toronto, Ontario |

| 9. April 1940 | Toronto Maple Leafs Gus Marker (19:20) Wally Stanowski (56:03) Gordie Drillon (59:26) | 3:0 (1:0, 0:0, 2:0) Spielbericht Stand: 2:2 | New York Rangers | Maple Leaf Gardens, Toronto, Ontario |

| 11. April 1940 | Toronto Maple Leafs Syl Apps (36:55) | 1:2 n. V. (0:1, 1:0, 0:0, 0:0, 0:1) Spielbericht Stand: 2:3 | New York Rangers Neil Colville (12:21) Muzz Patrick (91:43) | Maple Leaf Gardens, Toronto, Ontario |

| 13. April 1940 | Toronto Maple Leafs Syl Apps (6:52) Nick Metz (24:51) | 2:3 n. V. (1:0, 1:0, 0:2, 0:1) Spielbericht Stand: 2:4 | New York Rangers Neil Colville (48:08) Alf Pike (50:01) Bryan Hextall (62:07) | Maple Leaf Gardens, Toronto, Ontario |

### Stanley-Cup-Sieger
| Stanley-Cup-Sieger New York Rangers | Torhüter: Dave Kerr Verteidiger: Art Coulter (C), Ehrhardt Heller, Muzz Patrick, Babe Pratt Angreifer: Mac Colville, Neil Colville, Bryan Hextall, Wilbert Hiller, Kilby MacDonald, Lynn Patrick, Alf Pike, Alex Shibicky, Clint Smith, Stanford Smith, Phil Watson Cheftrainer: Frank Boucher General Manager: Lester Patrick |

## Beste Scorer
Abkürzungen: GP = Spiele, G = Tore, A = Assists, Pts = Punkte, PIM = Strafminuten; Fett: Bestwert
| Spieler        | Team         | GP | G | A | Pts | PIM |
| -------------- | ------------ | -- | - | - | --- | --- |
| Phil Watson    | NY Rangers   | 12 | 3 | 6 | 9   | 16  |
| Neil Colville  | NY Rangers   | 12 | 2 | 7 | 9   | 18  |
| Syl Apps       | Toronto      | 10 | 5 | 2 | 7   | 2   |
| Bryan Hextall  | NY Rangers   | 12 | 4 | 3 | 7   | 11  |
| Alex Shibicky  | NY Rangers   | 11 | 2 | 5 | 7   | 4   |
| Hank Goldup    | Toronto      | 10 | 5 | 1 | 6   | 4   |
| Wilbert Hiller | NY Rangers   | 12 | 2 | 4 | 6   | 0   |
| Mud Bruneteau  | Detroit      | 5  | 3 | 2 | 5   | 0   |
| Mac Colville   | NY Rangers   | 12 | 3 | 2 | 5   | 6   |
| Hooley Smith   | NY Americans | 3  | 3 | 1 | 4   | 2   |
| Gordie Drillon | Toronto      | 10 | 3 | 1 | 4   | 0   |
| Alf Pike       | NY Rangers   | 12 | 3 | 1 | 4   | 6   |
| Babe Pratt     | NY Rangers   | 12 | 3 | 1 | 4   | 18  |

## Beste Torhüter
Die kombinierte Tabelle zeigt die drei besten Torhüter in der Kategorie Gegentorschnitt sowie den jeweils Führenden in Shutouts und Siegen.
Abkürzungen: GP = Spiele, Min = Eiszeit (in Minuten), W = Siege, L = Niederlagen, GA = Gegentore, SO = Shutouts, GAA = Gegentorschnitt; Fett: Bestwert; Sortiert nach Gegentorschnitt.
Erfasst werden nur Torhüter mit 120 absolvierten Spielminuten.
| Spieler      | Team       | GP | Min    | W | L | GA | SO | GAA  |
| ------------ | ---------- | -- | ------ | - | - | -- | -- | ---- |
| Dave Kerr    | NY Rangers | 12 | 769:20 | 8 | 4 | 20 | 3  | 1,56 |
| Turk Broda   | Toronto    | 10 | 655:56 | 6 | 4 | 19 | 1  | 1,74 |
| Paul Goodman | Chicago    | 2  | 126:36 | 0 | 2 | 5  | 0  | 2,37 |